# Étienne Geoffroy Saint-Hilaire

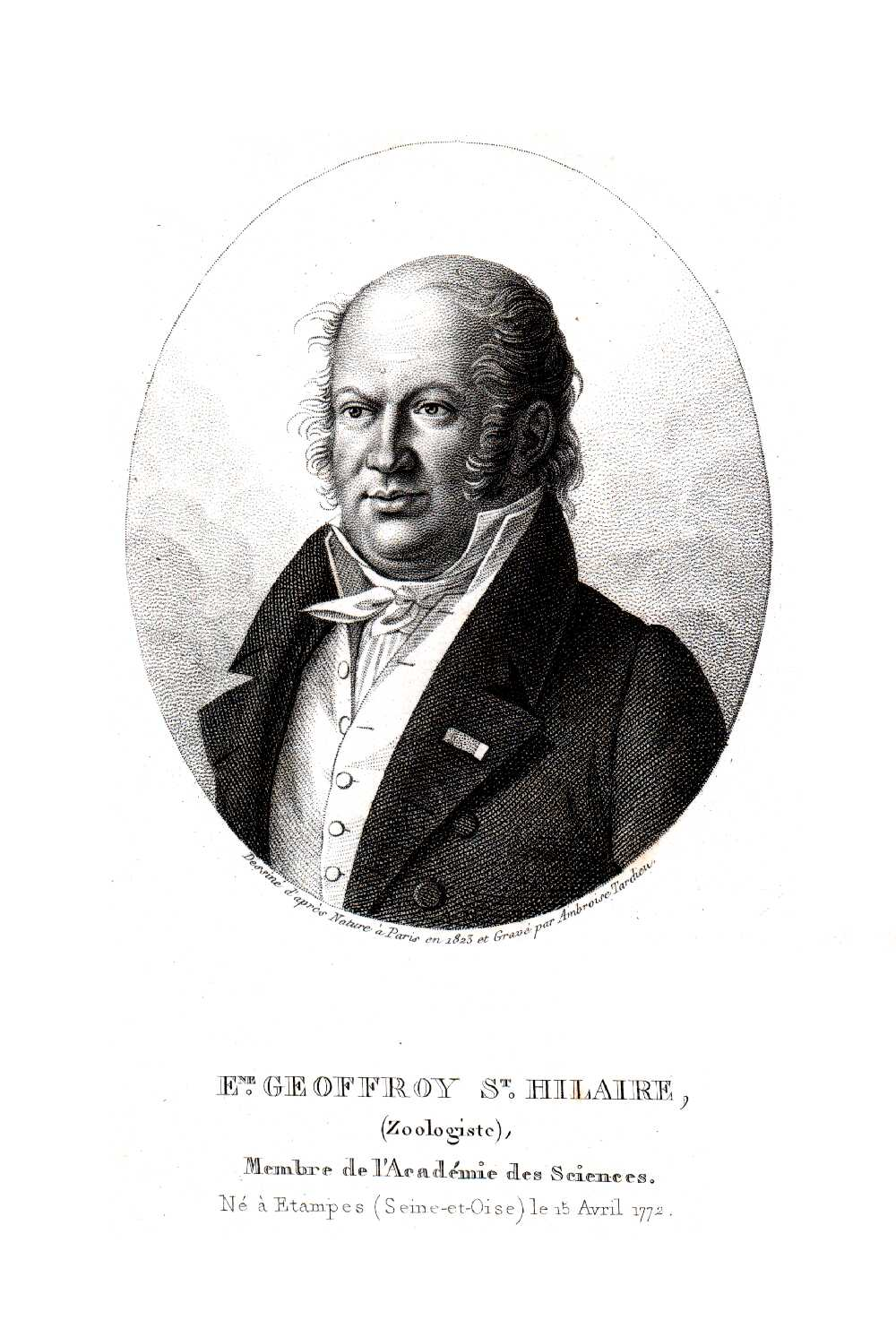
Étienne Geoffroy Saint-Hilaire, vor 1824

Étienne Geoffroy Saint-Hilaire (* 15. April 1772 in Étampes; † 19. Juni 1844 in Paris) war ein französischer Zoologe. Sein einziger Sohn war der Zoologe Isidore Geoffroy Saint-Hilaire.

## Leben

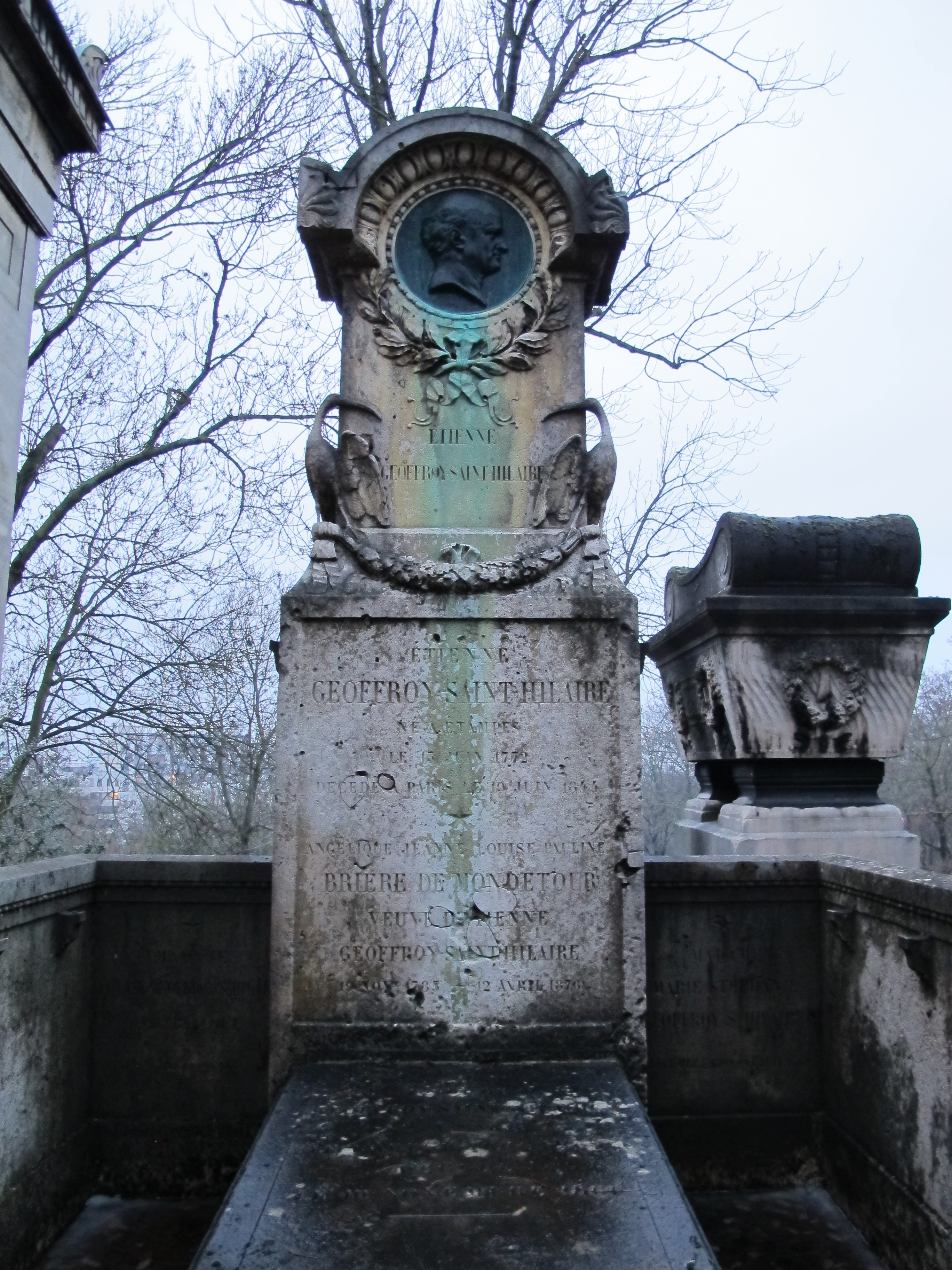
Grabstein von Étienne Geoffroy Saint-Hilaire auf dem Pariser Friedhof Père-Lachaise (division 19)

Geoffroy war das jüngste von vierzehn Kindern seines Vaters Jean-Gérard Geoffroy (1734–1804). Der junge Geoffroy schlug zunächst eine kirchliche Laufbahn ein. Geoffroy besuchte zunächst das Collège d’Étampes und studierte ab 1788 am Collège de Navarre in Paris. Dort förderten ihn Abbé Henri-Alexandre Tessier und Antoine-Laurent de Jussieu. 
Geoffroy besuchte er die Vorlesungen von Louis Jean-Marie Daubenton am Collège de France und Antoine François de Fourcroy im Jardin des Plantes. Im März 1793 bot ihm Daubenton, durch die Intervention von Jacques Henri Bernardin de Saint-Pierre, die Position eines Assistenzanwärters (sous-garde et d’assistant) am Muséum national d’histoire naturelle an. Durch das am 10. Juni 1793 verabschiedete Gesetz wurde der Jardin du Roi in das Muséum national d’histoire naturelle umgewandelt, und Geoffroy wurde einer der zwölf ernannten Professoren des Museums. Ihm wurde der Lehrstuhl für Zoologie zugewiesen. Im selben Jahr beschäftigte er sich mit der Bildung einer Menagerie an der Einrichtung. Dort lernte er den Naturhistoriker Jean-Baptiste Lamarck kennen und verschaffte dem noch unbekannten Georges Cuvier eine Stelle als Assistent.
Gemeinsam mit Cuvier schrieb Geoffroy fünf Artikel über die Naturgeschichte (Sur la classification des mammifères, 1795). In seiner Schrift Histoire des Makis, ou singes de Madagascar (1796) brachte er erstmals seine Ansicht von einem einheitlichen Plan in der Entwicklungsgeschichte der Lebewesen zum Ausdruck. Er begleitete Napoléon Bonapartes Truppen von 1798 bis 1801 als Wissenschaftler nach Ägypten (Ägyptische Expedition).
Von 1809 an beschäftigte er sich als Professor für Zoologie an der Universität Paris intensiv mit Anatomie. 1818 erschien der erste Teil seiner Philosophie anatomique, dem vier Jahre später der zweite Teil folgte.
In seinen späten Lebensjahren befasste sich Geoffroy vor allem mit Missbildungen. 1840 erblindete er, einige Monate später erlitt er einen Schlaganfall und gab seine Ämter auf.

## Wissenschaftliche Leistungen

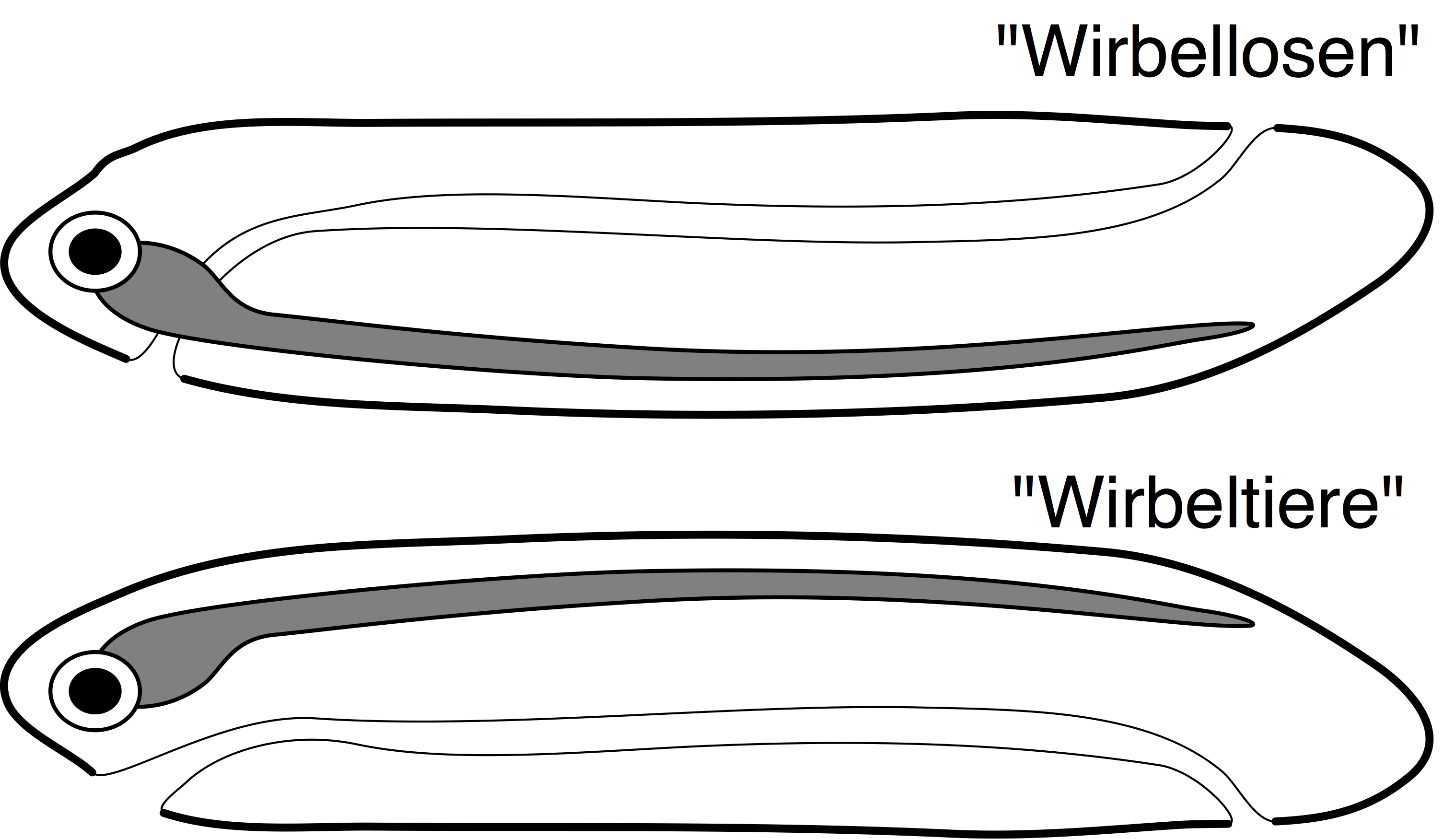
Im frühen 19. Jahrhundert stellte der Biologe Étienne Geoffroy St.-Hilaire die These auf dass der Bauplan von Wirbeltiere invertiert (auf dem Kopf gestellt) ist im Vergleich zu Wirbellose Tiere.

In der Philosophie anatomique (1818–1822) entwickelte Geoffroy die Theorie, dass der Körperbau von Wirbeltieren und Wirbellosen einen gemeinsamen Grundbauplan aufweist. Da es – nach seiner Ansicht – in der Entwicklung der Arten keine Sprünge gegeben hat, müssten selbst überflüssig gewordene Organe heute noch als Rudimente aufzufinden sein (wie etwa das Zwischenkieferbein).
Im Jahre 1822 schlug er vor, dass die Segmente der Gliederfüßer und die Wirbelsäule der Säugetiere jeweils Beispiele für einen einheitlichen Organisationsplan der Tiere sind. Diese Überlegung ist durchaus aktuell im Hinblick auf die Wirkung der Hox-Gene, einer Familie von regulativen Genen, deren Genprodukte als Transkriptionsfaktoren die Aktivität anderer, funktionell zusammenhängender Gene im Verlauf der Individualentwicklung (Morphogenese) steuern.
Die dorsoventrale Inversionstheorie (siehe auch: Verdrehungstheorien) basiert auch auf seiner Wahrnehmung, dass die Reihenfolge des Nervensystems, der Speiseröhre, und der Blutgefäße von der ventralen zur dorsalen Seite bei Wirbeltiere und Wirbellose Tiere umgekehrt ist.
Geoffroy versuchte den Körperbau der Wirbeltiere und Wirbellosen zu analogisieren und gelangte so zu einer Theorie der Einheit des Bauplans unité de plan, zu einer Theorie von den Analogien (modern als Homologien bezeichnet), woraus er schloss, dass die Entwicklung der Lebewesen von einem einzigen Bauplan, plan d’organisation, hergeleitet werden könne. Durch diese Hypothese geriet er aber mit Georges Cuvier in Streit, bekannt als Pariser Akademiestreit (1830–1832), der eine Aufspaltung in vier verschiedene und unabhängige Grundbaupläne im Tierreich postulierte.
Geoffroy entdeckte viele Ähnlichkeiten zwischen verschiedensten Wirbeltieren und gelangte zur Überzeugung, dass die Vögel von urzeitlichen Reptilien abstammten. Er war somit der Erste, der eine fortdauernde Entwicklung zwischen fossilen und rezenten Lebewesen postulierte. Andererseits glaubte er nicht daran, dass es in der Gegenwart noch Artenentwicklung gebe.
Durch verschiedene Experimente erkannte er, dass Umwelteinflüsse Missbildungen bei Embryos von Wirbeltieren auslösen können. Er gilt zusammen mit Johann Friedrich Meckel als Begründer der Teratologie, der Lehre der Missbildungen.

## Ehrungen
Am 14. September 1809 wurde er Mitglied des Institut National des Sciences et Arts und im selben Jahr auswärtiges Mitglied der Göttinger Akademie der Wissenschaften. Die Académie royale de Bruxelles nahm ihn 1834 als auswärtiges korrespondierendes Mitglied auf.
Die Säugetierarten Callithrix geoffroyi, Inia geoffrensis, Ateles geoffroyi, Nyctophilus geoffroyi, Anoura geoffroyi, Dasyurus geoffroyi und Leopardus geoffroyi sind nach Étienne Geoffroy Saint-Hilaire benannt. Ebenso die Vogelarten Schistes geoffroyi, Geoffroygrundkuckuck (Neomorphus geoffroyi) und Geoffroyus geoffroyi.

## Schriften (Auswahl)
Bücher
- Catalogue des Mammifères du Museum National d’histoire naturelle. [Paris 1803] (Digitalisat).
- Philosophie anatomique. 2 Bände, J.B. Baillière, Paris 1818–1822 (Band 1, Band 2).
- Histoire naturelle des mammifères, avec des figures originales, coloriées, dessinées d’aprèsdes animaux vivans. 7 Bände, Chez A. Belin, Paris 1824–1842 (Digitalisat) – mit Georges Cuvier.
- Cours de l’histoire naturelle des Mammifères. Didier, Paris 1829 (Digitalisat).
- Principes de philosophie zoologique, discutés in mars 1830, au sein de l’Académie royale des sciences. Pichon & Didier, Paris 1830 (Digitalisat).
- Recherches sur de grands Sauriens trouvés à l’état fossile vers les confins maritimes de la basse Normandie, attribués d'abord au crocodile, puis déterminés sous les noms de téléosourus et sténéosaurus. Firmin Didier, Paris 1831 (Digitalisat, Digitalisat).
- Notions Synthétiques historiques et physiologiques de philosophie naturelle. Paris 1838 (Digitalisat).

Zeitschriftenbeiträge
- Considérations sur les pièces de la tête osseuse des animaux vertébrés, et particulièrement sur celle du crâne des oiseaux. In: Annales du Muséum d’Histoire naturelle. Band 10, 1807, S. 342–365 (Digitalisat).
- Mémoire sur plusieurs déformations du crâne de l’Homme, suivi d’un essai de classification des monstres acéphales. In: Mémoires du Muséum d’histoire naturelle. Band 7, 1821, S. 85–162. (Digitalisat).
- Recherches sur l’organisation des Gavials […]. In: Mémoires du Muséum d’Histoire naturelle. Band 12, Paris 1825, S. 97–155 (Digitalisat).
- Note sur un monstre humain, trouvé dans les ruines de Thèbes en Egypte; par M. Passalacqua. In: Bulletin des sciences médicales. Band 7, 1826, S. 105–108 (Digitalisat).
- Description d’un monstre humain né avant l’ère chrétienne […]. In: Annales des sciences naturelles. Band 7, 1826, S. 357–381 (Digitalisat).